# The Parlor Mob
The Parlor Mob is een Amerikaanse rockband uit New Jersey, gevormd in 2004.

## Biografie

### Ontstaan
De band werd in 2004 opgericht als What About Frank?. Ze brachten in 2005 onafhankelijk een album uit, getiteld "What about Frank?". De band won twee keer de titel Beste Live Band bij de Asbury Park Music Awards, en trad op tijdens de Van's Warped Tour 2005, het Bamboozle-festival en de CMJ Music Marathon. Dit trok de aandacht van Capitol Records. In 2006 veranderden ze hun naam in The Parlor Mob, genoemd naar een beruchte Hell's Kitchen-bende die actief was aan het begin van de 20e eeuw. Ze namen een ep met vier nummers op voor Capitol, maar de band kwam in de nasleep van een bedrijfsfusie tussen Capitol en Virgin Records. Ze kozen ervoor om de ep gratis weg te geven en trokken uiteindelijk de aandacht van Roadrunner Records, met wie de band in 2007 een platencontract tekende.

### And You Were a Crow
Producer Jacquire King, die eerder contact had opgenomen met de band terwijl ze opnamen maakten voor ''Capitol'', nam contact op met Roadrunner om zijn interesse te tonen in het produceren van de nieuwe plaat van de band. King beschrijft The Parlour Mob als een echte live rock 'n' roll band. Op 28 september 2007 begon de band met opnemen in Echo Mountain Recording Studio. And You Were a Crow werd voltooid op Halloween 2007, digitaal uitgebracht op 11 april 2008 en op CD op 6 mei 2008. De band was in 2008 te zien in de iTunes Store-sectie van beste nieuwe rockartiesten. De eerste single "Can't Keep No Good Boy Down” was te horen in het zesde seizoen van de televisieshow Entourage. Als extra promotie voor de goede orde was de Parlor Mob in oktober 2008 te zien in een optreden op Knight Rider. Het nummer "Hard Times" bereikte nummer 35 in de Billboard-hitlijsten. Het nummer was ook te horen in de videogames NASCAR 09 en WWE SmackDown vs. Raw 2010, en de tv-shows Friday Night Lights en Trauma.

### Dogs
Op 15 augustus 2010 bracht de band een verklaring uit op hun website over het werken aan hun nieuwe album, waarin ze aankondigden: "We kwamen afgelopen herfst thuis uit Europa, wetende dat we klaar waren met het touren met ''And You Were A Crow''', en dat we ook klaar waren om te beginnen met het werken aan het volgende album. Na een beetje downtime, hebben we ons vrijwel overal voor weggestopt en begonnen we te schrijven met de individuele ideeën die we onderweg hadden, dingen samen te stellen en te kijken waar het ons heen zou brengen." Tijdens de winter van 2009 nam Nick Villapiano afscheid van The Parlor Mob en begon te spelen met ''Atlantic'', en hun nieuwe bassist Anthony Chick sloot zich bij de band aan. Ze kondigden aan dat Matt Radosevich, die de eerste plaat maakte, het album produceerde. Ze sloten hun verklaring af met "we zijn momenteel machtiger dan we ooit zijn geweest, en voelen meer voor deze nummers dan ooit tevoren in onze carrière. We kunnen niet wachten om je deze plaat te brengen."
Op 22 augustus 2011 bracht The Parlour Mob de single "Into the Sun" uit. Het volledige album getiteld Dogs werd uitgebracht op 11 oktober 2011. De band legt uit dat de naam van het album is gekozen omdat "het een personificatie is van alles wat we allemaal zijn geworden en een brede, oneindige analogie voor wat we momenteel voelen; een verenigde stempel van ons leven op dit moment. Er werd ook een speciale editie uitgebracht met 3 bonustracks.
Dogs werd uitgeroepen tot "Rock Album of the Year" op iTunes. Dogs bereikte nummer 5 op Top Heatseekers, en de single "Into The Sun" haalde Billboard Rock Chart's Top 40, en werd ook gebruikt door het professionele ijshockeyteam de Pittsburgh Penguins voor een landelijke playoff-advertentiecampagne. ''Songs from Dogs'' verscheen in de videogames Sleeping Dogs en MLB 12: The Show, en de tv-shows Person of Interest en Prime Suspect.

### Cry Wolf
Op 9 juni 2014 kondigde The Parlor Mob via Facebook aan dat ze later dat najaar de ep ''Cry Wolf'' zouden uitbrengen, samen met de onmiddellijke release van de eerste single getiteld "The Day You Were Born." De ep kwam uit op 17 februari 2015, met nummers "The Day You Were Born", "Dead Man", "Doe Eyed Dear", "Racing with a Beating Heart" en "Cry Wolf". Ondanks dat het vijf nummers bevat, klokt het album in amper 30 minuten. Het album werd later op vinyl uitgebracht door In the Clouds Records.
Op 22 juni 2018 kondigde Pitchfork aan dat The Parlor Mob een contract had getekend met Britannia Row Recordings. Ze brachten het nummer "Fourth of July" uit.

### Dark Hour
Op 18 juni 2019 kondigde de band hun 4e album aan, getiteld Dark Hour via ''Rolling Stone.'' Naast deze aankondiging brachten ze de eerste single uit, getiteld ''Someday.'' Op 16 augustus 2019 bracht de band het album uit. De band ging op een headliner tour door meerdere steden die begon op 28 september 2019.

## Discografie

### Albums
| Jaar | Titel               |
| ---- | ------------------- |
| 2005 | What About Frank?   |
| 2008 | And You Were a Crow |
| 2011 | Dogs                |
| 2019 | Dark Hour           |

### Ep's
| Jaar | Titel          |
| ---- | -------------- |
| 2006 | The Parlor Mob |
| 2015 | Cry Wolf       |

### Singles
| Jaar | Titel                       |
| ---- | --------------------------- |
| 2008 | Can't Keep No Good Boy Down |
| 2009 | Hard Times                  |
| 2011 | Into the Sun                |
| 2012 | Fall Back                   |
| 2014 | The Day You Were Born       |
| 2015 | Cry Wolf                    |
| 2018 | 4th of July                 |
| 2018 | Setting with the Sun        |
| 2018 | House of Cards              |
| 2019 | Someday                     |
| 2019 | Dark Hour                   |